# 大島 (砲艦)
大島（おおしま、旧仮名:おほしま）は、日本海軍の砲艦。
艦名は島嶼の名前で、伊豆諸島の大島による。

## 概要
ベルタンが計画した砲艦。
呉鎮守府造船部小野浜分工場で1892年3月31日に竣工した。
日清戦争では、黄海海戦、旅順・大連・威海衛攻略作戦等に参加。
日露戦争では、旅順攻略作戦に参加。1904年5月18日、旅順沖で哨戒活動中、濃霧の中で砲艦「赤城」が衝突し沈没した。

## 艦型
「愛宕」の改良型になる。
排水量は「愛宕」 (744トン) より小さい640トンとし、出力1,200馬力、速力13ノットを計画した (愛宕は983馬力、10.46ノット) 。
重量の多くが船体に必要となったため、機関部重量はわずかに101.250トンであった (愛宕で141.056トン) 。
必要な出力を得るために蒸気圧力を160 psi (11 kg/cm2)に高めて (愛宕は80psi)、回転数を280rpmとした (愛宕は144rpm) 。
また蒸気圧力を高くするためにボイラーは汽車缶を装備した  (#機関で後述) 。
実際の運転では回転数を上げると機関の振動が激しくなり、また発生蒸気量も十分で無かったため公試運転で出力、速力共に計画に届かなかった。(#公試成績も参照) 。

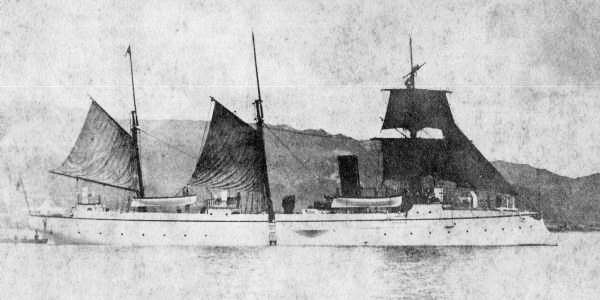
総帆展張状態の「大島」 (1892年3月、神戸沖と推定)

なお帆装もまだ残されていた。

### 機関
ボイラーは汽車缶 (ロコモティブ・ボイラー) 2基を装備。
鋼製で直径6 ft 7⁄8 in (1.851 m)、長さ15 ft 9 in (4.801 m)、高さ7 ft 8+7⁄8 in (2.359 m)、幅6 ft 6+3⁄4 in (2.000 m)。
日本海軍の軍艦で汽車缶を装備したのは「千代田」と本艦だけになった (水雷艇は除く)。
主機は直立3気筒3段膨張機械2基。
国内製造艦で初めて直立式機械を採用した。
気筒の直径は高圧11 in (279 mm)、中圧19 in (483 mm)、低圧31+1⁄8 in (791 mm)、行程15+3⁄4 in (400 mm)。
復水器は真鍮製円筒形の表面復水器2基を装備した。
推進器は青銅製の3翼普通型で、直径6 ft 6+3⁄4 in (2.000 m)、ピッチ7 ft 10+1⁄2 in (2.400 m)、翼の展開面積19.89平方フィート (1.848 m2)。

### 兵装
砲熕兵装は「赤城」と同一となる。
福井静夫によると本艦は艦首砲のみ38口径 (他の3門は32口径12センチ比砲) として威力を増した。
比 (フェブリール) 砲は発射時の反動が大きくて実用性に乏しいため、「赤城」と本艦のみの装備になった。
シーメンス式手動探照灯1基が前部マスト前面、水面より高さ9.5mの位置に設置された。
また探照灯用にシーメンス式発電機が烹炊所後部中央上甲板の位置に設置された。

### 防御
機関部に厚さ1+3⁄16 in (30 mm)の防御を施した。

### 主要要目
以下の値も伝えられている。
- 『帝国海軍機関史』:垂線間長176 ft 3 in (53.72 m)、最大幅26 ft 11 in (8.20 m)、排水量620ロングトン (630 t)[17]

### 公試成績
竣工時公試の成績は以下の値が伝えられる。
| 実施日 | 種類         | 排水量  | 回転数  | 出力    | 速力         | 場所 | 備考       | 出典   |
| ------ | ------------ | ------- | ------- | ------- | ------------ | ---- | ---------- | ------ |
|        | 強圧通風全力 |         | 200 rpm | 839馬力 | 12.35ノット  |      | 竣工時公試 |        |
|        |              | 640トン | 201 rpm | 851馬力 | 12.358ノット |      |            | [ 15 ] |

## 艦型の変遷

### ボイラー
日清戦争においてボイラーの炉筒頂部が圧潰する故障が生じた。
清水の供給が足りずに海水を使用したが、故障場所は狭いためにその後の掃除が行き届かないことが一因となった。
呉鎮守府造船部で修理を行うと共に、力量約2トンの蒸化器1基を追加した (従来は力量0.5トンの蒸化器2基を装備) 。
以後も同一カ所の故障があり漸次老朽化が進んだため、1899年 (明治32年) 12月に佐世保海軍造船廠で同型式のボイラーを製造、交換が行われた。
| 実施日 | 種類         | 排水量 | 回転数  | 出力    | 速力        | 場所 | 備考         | 出典   |
| ------ | ------------ | ------ | ------- | ------- | ----------- | ---- | ------------ | ------ |
|        | 強圧通風全力 |        | 203 rpm | 802馬力 | 13.09ノット |      | 修理後の公試 | [ 19 ] |

## 艦歴

### 建造
1888年 (明治21年) 9月11日、小野浜造船所へ六百参拾噸砲艦を製造するよう令達が出された。
1889年 (明治22年) 1月22日に竣工期日は1891年 (明治24年) 3月、
予算は474,052.89円と報告された。
4月9日「大島」と命名 (ただし命名式までは仮名) 。
5月28日佐世保鎮守府所轄となる。
8月29日起工。
1890年 (明治23年) 
8月23日、第一種とされた。
1891年 (明治24年) 
10月14日進水。
1892年 (明治25年) 
3月31日竣工、
同日警備艦に定められた。

### 1893年 - 1894年
1893年 (明治26年) 
10月31日「大島」は警備艦に定められ、
11月26日佐世保を出港、以後朝鮮国警備の任務に従事した。
1894年 (明治27年) 
5月20日佐世保に一時帰国、23日に佐世保を出港し、再び朝鮮国警備の任務に従事した。
7月19日西海艦隊に編入された。

### 日清戦争
同年 (1894年) 7月25日日清戦争開戦。
10月14日「大島」は常備艦隊に編入された。
1895年 (明治28年) 
5月23日佐世保に一時帰国、
26日に佐世保を出港し、台湾方面で戦役に従事した。
9月20日那覇に帰国した。

### 1895年 - 1900年
同1895年10月7日、常備艦隊から除かれ、警備艦に定められた。
11月10日佐世保鎮守府所管の警備艦だった「大島」は非役艦とされた。  (役務を解かれた) 。
清国・朝鮮国警備
1896年 (明治29年) 
5月2日常備艦隊へ編入された。
6月20日佐世保を出港し、清国と朝鮮国警備の任務に従事した。
1897年 (明治30年) 
11月11日佐世保に帰国した。
修理
11月26日常備艦隊から除かれ、第2予備艦と定められた。
12月1日修理工事に着手、前部火薬庫の漏水などを修理した。
工事は翌1898年 (明治31年) 3月いっぱいでほぼ終了した。
なお3月21日付で「大島」は二等砲艦に類別された。
4月10日「大島」が門司港に停泊中、汽船が船体に接触し左舷艦首部分が損傷した。
4月25日呉で入渠し修理を実施、
艦底塗装も行い、
5月5日に修理が完了した。
清国警備
5月3日警備艦兼練習艦とされた。
5月16日常備艦隊に編入された。
5月24日佐世保を出港し、清国警備の任務に従事した。
10月16日宮島に帰国した。
11月5日呉第2船渠に入渠、外板修理などを行い、
11月19日出渠した。
1899年 (明治32年) 
1月23日佐世保を出港し、再び清国警備の任務に従事した。
6月27日佐世保に帰国した。
大修理
7月6日役務を解かれて第3予備艦とされ、
佐世保でボイラー換装などの修理工事を開始した。
12月1日に長崎へ回航、同日入渠し艦底検査
や塗装を実施、12月8日出渠した。
12月13日第2予備艦とされた。
12月28日まで公試運転を行い、翌1900年 (明治33年) 1月15日開放検査を行った。
1月12日付で第1予備艦とされた。
22日から28日まで演習に参加、30日に機関検査を実施した所、ボイラーに漏洩箇所が見つかり、2月1日佐世保で修理に着手した。
15日試運転を行い結果は良好だった。
韓国警備
2月19日常備艦隊に編入された。
3月2日佐世保を出港し、韓国警備の任務に従事した。

### 北清事変
北清事変により
「大島」は8月20日仁川を出港し
清国へ派遣された。

### 修理
11月1日基隆停泊中に暴風雨に襲われ、錨鎖に大きな力がかかってシャックルが破損するなどの被害が出た。
11月8日「大島」は佐世保に帰国、
11月10日修理に着手した。
11月13日役務を解かれ、第1予備艦とされた。
11月22日長崎三菱造船所の小菅スリップより降ろされ、
12月25日工事は完了した。
1901年 (明治34年) 
4月上旬に12センチ砲の駐退機と尾栓の修理を行った。
5月上旬に電圧計、速度計などの修理を行った。
7月には甲板の隙間を埋めるなどの工事を行い、
7月19日に長崎で入渠、
22日に出渠した。

### 1901年 - 1903年
韓国警備
1901年 (明治34年) 
7月19日付で常備艦隊に編入され、
7月30日佐世保を出港、再び韓国警備の任務に従事した。
11月11日佐世保に帰国した。
修理
11月13日役務を解かれ、第1予備艦とされた。
12月2日佐世保で右舷錨収用用クラッチの修理などに着手した。
1902年 (明治35年) 
2月17日に修理完了の報告が出された。
2月22日竹敷を出港し、韓国南岸を航海した。
3月2日竹敷に帰国した。
4月18日佐世保で入渠し艦底を塗装、
23日出渠した。
北清警備
4月22日常備艦隊に編入された。
5月6日宇久島を出港し、北清警備の任務に従事した。
10月20日佐世保に一時帰国、
11月15日宇久島を出港し、再び北清警備の任務に従事した。
1903年 (明治36年) 
4月20日清国の居留民保護任務が解かれ、
5月12日「大島」は門司港に帰国した。
修理
6月20日役務を解かれ、第2予備艦とされた。
6月30日佐世保で修理工事に着手、機関修理や艦底塗装などを行った。
9月2日出渠、
9月中に修理はほぼ完了した。
12月28日第三艦隊に編入された。
1904年 (明治37年) 
1月15日竹敷を出港、
1月16日「宮古」に代わって「大島」を釜山警備の任務に派遣された。
1月27日釜山方面の警備艦交代の令達があり、
同日「大島」は第一艦隊に編入された。
1月30日竹敷に帰国した。

### 日露戦争
2月6日日露戦争開戦。
2月7日「大島」は竹敷を出港した。
5月18日遼東湾で沈没した。
1905年 (明治38年) 
1月12日第3予備艦とされた。
6月1日喪失公表。
6月15日除籍された。

## 艦長
※『日本海軍史』第9巻・第10巻の「将官履歴」及び『官報』に基づく。
- 島崎好忠 少佐：1892年6月3日 - 1893年1月26日
- 植村永孚 少佐：1893年1月26日 - 5月20日
- 外記康昌 少佐：1893年5月20日 -
- 森川植 少佐：1896年4月1日 - 1897年2月4日
- 丹治寛雄 少佐：1897年2月4日 - 6月10日
- 松枝新一 中佐：不詳 - 1898年7月19日
- 荒木亮一 中佐：1898年7月19日 - 1898年12月3日
- 梶川良吉 中佐：1898年12月3日 - 1899年7月6日
- 小橋篤蔵 中佐：1900年1月12日 - 1901年2月14日
- 中村貞邦 中佐：1901年6月7日 - 1902年3月13日
- 長井群吉 中佐：1902年3月13日 - 1903年6月22日
- 広瀬勝比古 中佐：1903年12月28日 - 1904年5月18日